# 偉人の年収 How much?
『偉人の年収 How much?』（いじんのねんしゅう ハウマッチ）は、NHK Eテレで放送されている偉人を題材にした教養番組、歴史番組。
2022年8月26日と2023年1月3日に特番（パイロット版）として放送され 、2023年4月3日より同局でレギュラー放送中。

## 出演者
- MC 
  - 谷原章介
  - 山崎怜奈
- レポーター・ナレーション
  - 佐藤あゆみ（「アナウンス室一の歴史好き」と登場時に字幕で表記されている。）
  - 宮﨑あずさ（2025年4月-）
- 出演
  - 今野浩喜[3]（偉人役）

## 放送日時

### パイロット版
- 2022年8月26日 19:25 - 19:55
- 2023年1月3日 21:00 - 21:30

### レギュラー版
- 2023年4月3日 - [4]
  - 月曜日 19:30 - 20:00

ただし、毎月第4週は『木村多江の、いまさらですが…』を放送するため、また第5週がある場合は、それとは別の番組を放送するため、放送無し

## 放送リスト

### パイロット版
| 回 | 放送日        | タイトル          |
| -- | ------------- | ----------------- |
| 1  | 2022年8月26日 | 浮世絵師 葛飾北斎 |
| 2  | 2023年1月3日  | 戦国大名 徳川家康 |

### レギュラー放送
| 回       | 放送日   | サブタイトル                                  |
| 2023年度 | 2023年度 | 2023年度                                      |
| -------- | -------- | --------------------------------------------- |
| 1        | 4月3日   | 幕末の志士 坂本龍馬                           |
| 2        | 4月10日  | 小説家 樋口一葉                               |
| 3        | 4月17日  | 農政家 二宮尊徳                               |
| 4        | 5月1日   | 物理学者 アルベルト・アインシュタイン         |
| 5        | 5月8日   | 医師 杉田玄白                                 |
| 6        | 5月15日  | 医学者 野口英世                               |
| 7        | 6月5日   | 測量家 伊能忠敬                               |
| 8        | 6月12日  | 博物学者 南方熊楠                             |
| 9        | 6月19日  | 物理学者 マリー・キュリー                     |
| 10       | 7月3日   | 戦国大名 織田信長                             |
| 11       | 7月10日  | 商人 三井高利                                 |
| 12       | 7月17日  | マルチクリエーター 平賀源内                   |
| 13       | 8月7日   | メジャーリーガー ベーブ・ルース               |
| 14       | 8月14日  | 新選組 土方歳三                               |
| 15       | 8月21日  | 植物学者 牧野富太郎                           |
| 16       | 9月4日   | 陸上選手 人見絹枝                             |
| 17       | 9月11日  | 発表!お金持ち偉人ベスト5                      |
| 18       | 9月25日  | 発表!お金に縁がなかった偉人ベスト5            |
| 19       | 10月2日  | 教育者 津田梅子                               |
| 20       | 10月9日  | 江戸の作家 曲亭馬琴                           |
| 21       | 10月16日 | ハリウッド俳優 早川雪洲                       |
| 22       | 11月6日  | 横綱 双葉山定次                               |
| 23       | 11月13日 | 戦国武将 豊臣秀吉                             |
| 24       | 11月20日 | ハンサムウーマン 新島八重                     |
| 25       | 12月4日  | プロ野球選手 沢村栄治                         |
| 26       | 12月11日 | 作曲家 服部良一                               |
| 27       | 12月18日 | サッカー選手 ペレ                             |
| 28       | 1月8日   | 歌人 与謝野晶子                               |
| 29       | 1月15日  | 絵師 伊藤若冲                                 |
| 30       | 1月22日  | ロケット開発者 糸川英夫                       |
| 31       | 2月5日   | 初代内閣総理大臣 伊藤博文                     |
| 32       | 2月12日  | 文豪 夏目漱石                                 |
| 33       | 2月19日  | 画家 パブロ・ピカソ                           |
| 34       | 3月9日   | 実業家 岩崎弥太郎                             |
| 35       | 3月11日  | スペシャル レジェンドアスリート編             |
| 36       | 3月18日  | スペシャル 年収アップ編                       |
| 2024年度 |          |                                               |
| 37       | 4月1日   | 経営者 松下幸之助                             |
| 38       | 4月8日   | 戦国大名 武田信玄                             |
| 39       | 4月15日  | メジャーリーガー ジャッキー・ロビンソン       |
| 40       | 5月6日   | ヘレン・ケラーとサリバン先生（前編）          |
| 41       | 5月13日  | ヘレン・ケラーとサリバン先生（後編）          |
| 42       | 5月20日  | 戦国大名 伊達政宗                             |
| 43       | 6月3日   | チャールズ・チャップリン                      |
| 44       | 6月10日  | 明治維新の英雄 西郷隆盛                       |
| 45       | 6月17日  | 実業家 渋沢栄一                               |
| 46       | 7月1日   | 細菌学者 北里柴三郎                           |
| 47       | 7月8日   | 看護師 フローレンス・ナイチンゲール           |
| 48       | 7月15日  | 柔道の父 嘉納治五郎                           |
| 49       | 8月12日  | 童話作家 宮沢賢治                             |
| 50       | 8月19日  | 夏休み お札になった偉人スペシャル             |
| 51       | 9月2日   | 起業家 スティーブ・ジョブズ（前編）           |
| 52       | 9月9日   | 起業家 スティーブ・ジョブズ（後編）           |
| 53       | 9月23日  | 裁判官 三淵嘉子                               |
| 54       | 10月7日  | ミステリー作家 江戸川乱歩                     |
| 55       | 10月14日 | 女性の偉人スペシャル                          |
| 56       | 10月21日 | 思想家 教育者 福沢諭吉                        |
| 57       | 11月11日 | 町奉行 遠山金四郎                             |
| 58       | 11月18日 | 物理学者 湯川秀樹                             |
| 59       | 12月2日  | 政治家 勝海舟                                 |
| 60       | 12月9日  | 赤穂浪士 大石内蔵助                           |
| 61       | 12月16日 | 作曲家 ベートーベン                           |
| 62       | 1月4日   | 作家 太宰治                                   |
| 63       | 1月6日   | マラソンランナー 金栗四三                     |
| 64       | 1月13日  | 宇宙飛行士 ニール・アームストロング           |
| 65       | 1月20日  | 浮世絵師 歌川広重                             |
| 66       | 2月3日   | 作曲家 古関裕而                               |
| 67       | 2月10日  | 冒険者 ジョン万次郎                           |
| 68       | 2月17日  | 政治家 吉田茂                                 |
| 69       | 3月3日   | ファッションデザイナー 小篠綾子               |
| 70       | 3月10日  | 驚きの芸術家スペシャル                        |
| 71       | 3月17日  | 社会を変えた起業家スペシャル                  |
| 72       | 3月31日  | エンターテイナー マイケル・ジャクソン（前編） |
| 2025年度 |          |                                               |
| 73       | 4月7日   | エンターテイナー マイケル・ジャクソン（後編） |
| 74       | 4月14日  | 戦国武将 真田信繁（幸村）                     |
| 75       | 5月12日  | 修道女 マザー・テレサ                         |
| 76       | 5月19日  | 水戸藩・藩主 徳川光圀                         |
| 77       | 6月2日   | 実業家 広岡浅子                               |
| 78       | 6月9日   | 漫画家 赤塚不二夫                             |